# Abația Wąchock
Abația Wąchock (poloneză:Opactwo Cystersów w Wąchocku) este o abație cisterciană situată în Wąchock, Polonia. Localizată în apropierea orașului Starachowice în Munții Świętokrzyskie din sud-estul Poloniei, Wąchock este cel mai bine cunoscut pentru arhitectura acestui locaș romano-catolic.
Abația a fost fondată de călugări cistercieni, care au venit în regiune la sfârșitul secolului al XII-lea.  Cistercienii au avut o reputație bună pentru administrarea clădirilor pentru abații și catedrale, și "au făcut din acest loc un punct de onoare pentru a recruta cei mai buni tăietori în piatră." Astăzi, interioarele abației rămân foarte bine conservate, iar clădirile însele "sunt recunoscute ca monumentele cele mai prețioase ale arhitecturii romanice din Polonia".

## Istoria
Abația se crede că a fost fondată în anul 1179, pe baza câtorva înregistrări existente din acea epocă. Se presupune, în continuare, pe baza unei blazon de piatră al lui Gadka (sau Gadko), episcop de Cracovia, aflată la intrarea în biserica ce a fost construită mai târziu, că el a fost principalul fondator. Biserica, dedicată Sfintei Fecioare Maria și Sfântului Florian, a fost terminată înainte de marea invazie mongolă din 1241. Această incursiune, și invaziile care au urmat, a distrus cea mai mare parte a mănăstirii, iar cea mai mare parte a ceea ce se află astăzi a fost reconstruită în secolul al 13-lea.
Abația, ca multe mănăstiri cisterciene, a prosperat în următoarele câteva secole, realizând venituri din agricultură și din operațiuni miniere de metal și de fabricație. O altă serie de invazii, care au culminat cu cea a lui Gheorghe Rákóczi al II-lea al Transilvaniei, au lăsat abația jefuită și arsă. Mănăstirea a fost în cele din urmă reconstruită în 1696. A fost suprimată, iar biserica transformată într-o biserică parohială, în 1819 după Congresul de la Viena, care a dus la crearea "Regatul polonez" cu cinci ani mai devreme ca un stat marionetă a Imperiului Rus aflat sub conducerea dinastiei Romanov. În 1951 cistercienii din Mogila, Republica Macedonia, au putut în cele din urmă să se întoarcă la mănăstirea de la Wąchock, iar în 1964 parohia din nou a revenit la statutul său anterior de abație. Din anul 1991 funcționează un muzeu în incinta abației.